# Sérgio Vieira de Mello
Sérgio Vieira de Mello (Rio de Janeiro, 15. ožujka 1948. – Bagdad, 19. kolovoza 2003.) - brazilski diplomat.
Sin je brazilskog diplomata pa je djetinjstvo proveo u raznim gradovima svijeta. Kao student u Parizu sudjelovao je u protestima protiv vlasti, prilikom čega mu je policijac ozlijedio glavu. Ozljeda iznad desnog oka trajno mu je ostala.
Imao je dva doktorata iz humanističkih znanosti na Sorboni, govorio je šest jezika.
Bio je 34 godine diplomat u UN-u. Sudjelovao je u velikom broju UN-ovih misija širom svijeta. Bio je član ureda upravitelja Ujedinjenih naroda za Istočni Timor (1999. – 2002.), član ureda Visokog komesarijata UN-a za ljudska prava 2003., član ureda posebnog izaslanika glavnog tajnika UN-a za Irak (svibanj 2003.) i na mnogim drugim funkcijama u UN-u. Kao izaslanik UN-a, bio je u Sarajevu 1993. – 1994. i na Kosovu 1999. 
Dok je obavljao diplomatsku zadaću u Iraku, ubijen je u Bagdadu u bombaškom napadu na sjedište UN-ova objekta.
Postumno je dobio mnoge nagrade i priznanja, poput UN-ove nagrade za ljudska prava. UN je 2003. utemeljio i posebnu nagradu za ljudska prava, koja nosi njegovo ime. Talijanski grad Bologna imenovao je po njemu trg.